# Isla Just Room Enough

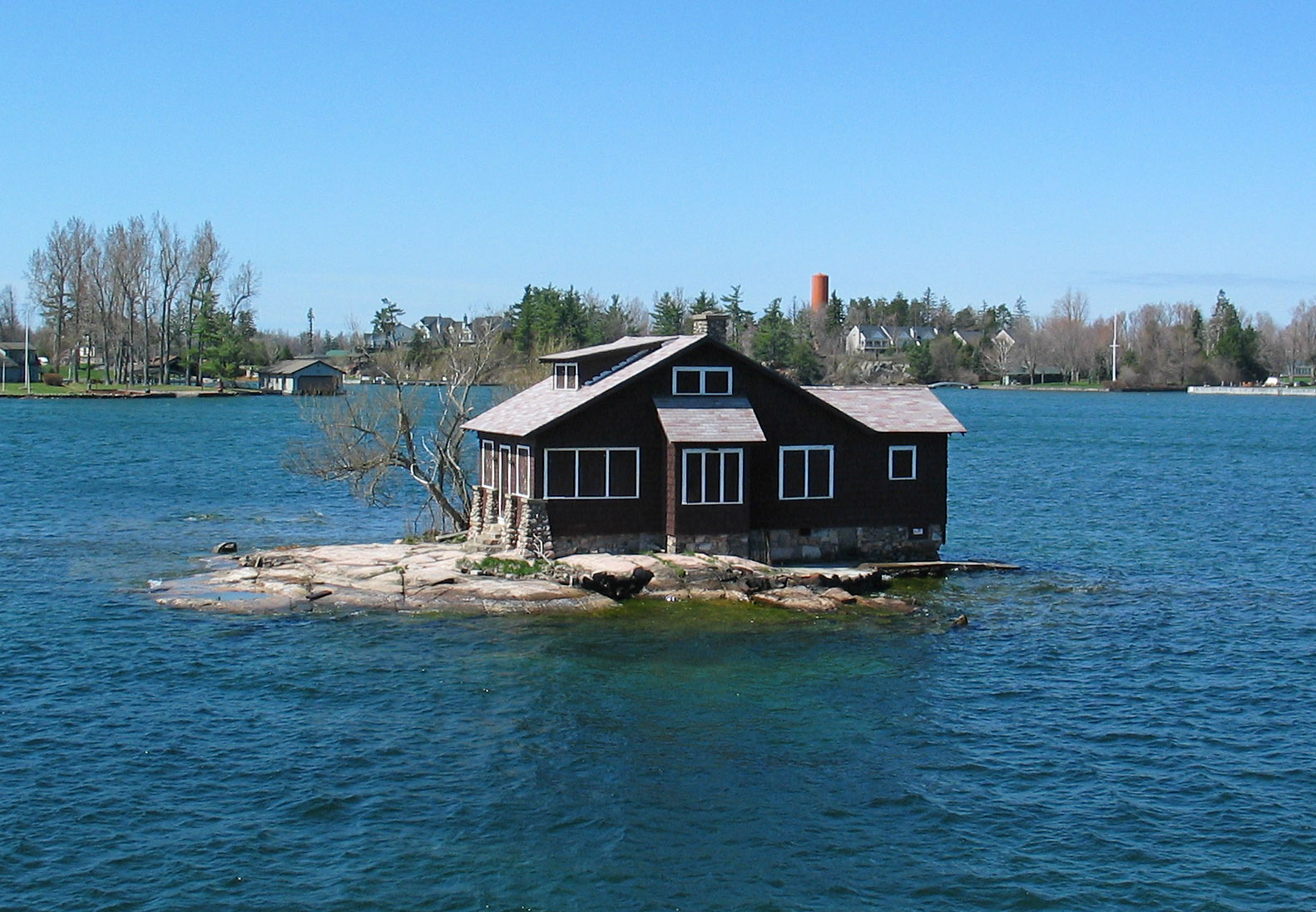
Lado noreste de la isla

La Isla Just Room Enough, también conocida como Hub Island,  es una isla ubicada en las Islas Thousand, perteneciente a Nueva York, Estados Unidos. La isla es conocida por ser la isla habitada más pequeña con 1 habitante , la cual posee alrededor de 306,58 m2. La isla tiene una casa, un árbol, arbustos y una pequeña playa.

## Historia
La isla fue originalmente conocida como "Hub Island" antes de ser comprada por la familia Sizeland. La isla fue comprada en la década de 1950 por la familia Sizeland, que quería una escapada de vacaciones y construyó una casa allí. Debido al pequeño tamaño de la isla, en 2010, el Washington Post declaró: "Un paso en falso y estás nadando".

## Geografía
Just Room Enough se encuentra en el río San Lorenzo entre la isla Heart y la isla Imperial, cerca de la frontera entre Canadá y Estados Unidos. La isla pertenece a Alexandria Bay,  una aldea que forma parte de la ciudad de Alexandria, en el condado de Jefferson, Nueva York.